# Niklas Skoog
Jan Niklas Skoog (Göteborg, 15 giugno 1974) è un ex calciatore svedese, di ruolo attaccante.

## Palmarès

### Club

#### Competizioni nazionali
- Campionato svedese: 1

Malmö FF: 2004

### Individuale
- Capocannoniere del campionato svedese: 2

1995 (17 reti), 2003 (22 reti)